# Misión S.O.S
Misión S.O.S é uma telenovela mexicana produzida por Rosy Ocampo para a Televisa e exibida  pelo El Canal de las Estrellas entre 2 de agosto de 2004 e 21 de janeiro de 2005, substituindo Amy, la niña de la mochila azul e sendo substituída por Sueños y caramelos.
Foi protagonizada por Allison Lozano, Diego González, Maribel Guardia, Guillermo Capetillo e antagonizada por Manuel Ojeda, Marco Uriel, Lucía Guilmáin, Naydelin Navarrete, Erick Guecha, Raul Magaña e Gabriela Goldsmith.

## Sinopse
Christian é um menino doce e honesto, que sempre se preocupa com os outros, e vive com a mãe em Nova York. Quando sua mãe percebe que Salvador, o pai de Christian está voltando ao México, ela decide que a melhor coisa para Christian é viver com ele.
Diana, é uma menina feliz e boa. Vive com a mãe Ximena, sua avó Ernestina, seu irmão Filipe em Buenaventura, e tem um talento para a composição. Como o destino de Diana e Christian é se encontrarem, surge o primeiro amor. As famílias dos dois se odeiam, e com isso eles ignoram esse ódio. A razão é que anos atrás, Salvador e Ximena estavam apaixonados, mas a relação azedou quando Severiano, avô egoísta de Christian, interveio na relação.
No entanto, os moradores de Buenaventura tem um futuro ainda mais escuro a frente, pois as famílias estão em perigo de perder suas casas, a escola e muito mais, porque Severiano planeja destruir o bairro e quer construir um centro comercial enorme no lugar! Para levar a cabo seu plano, Severiano está disposto a recorrer a qualquer meio, e causar uma série de desastres para expulsar os habitantes de Buenaventura.
O teatro decrépito é o lugar de encontro favorito para as crianças, e é aí que vão encontrar um homem pouco misterioso que vai mudar a vida e a infelicidade de Buenaventura para sempre. Chaneque, um elfo amigável, é um ser mágico localizado em uma missão importante: salvar seu mundo elfo da destruição. Chaneque convence o grupo de jovens amigos para participar em sua missão para salvar seu mundo agonizante. A partir desse momento, Diana, Christian e seus amigos embarcam em uma aventura montanha-russa emocionante. E para a fantástica viagem que vai reunir pistas importantes para salvar sua própria vizinhança, também. Mas uma vez que esta missão está cumprida, será que Christian e Diana também serão capaz de encontrar uma maneira de acabar com a guerra entre suas famílias e reuni-los para sempre?

## Elenco
- Guillermo Capetillo - Salvador Martinez
- Maribel Guardia - Ximena
- Diego González - Christian Martinez
- Allisson Lozz - Diana
- Manuel Ojeda - Severiano Martinez
- Jesús Zavala - El Chaneque
- Miguel Martinez - Rodrigo Guerra Ramírez
- Jonathan Becerra - Alejandro Ortega
- Wendy González - Monica
- Marco Antonio Valdés - Felipe
- Nadelyn Navarrete - Gabriela "Gaby"
- Marco Uriel - Edor
- Carlos Poumian -   Timmy López
- Alejandro Correa-  Oscar López/Torres
- Anhuar Escalante - Alonso Espino
- Alex Rivera - Hugo Bravo
- Marijose Salazar - Monchita Acevedo
- Alejandro Correa - Dany Ortega
- Raul Magaña - Leonardo
- Gabriela Goldsmith - Vivian
- Nora Cano - Lechugona
- Alex Gonbergn - Piropolo
- Michelle Álvarez - La Chaneque Dorada
- Magda Guzmán - Doña Justina Aranda
- Irma Lozano - Clemencia Martinez
- Maribel Fernández - Ángeles
- Alejandro Ruiz - Ezequiel Guerra
- Johnny Lozada - Gonzalo Ortega
- Silvia Lomelí - Lidia Rendón
- Diana Golden - Doris Ramirez de Guerra
- Lucía Guilmáin - Ramona Acevedo
- María Chacón - Chanya
- Juan Pelaez - Augusto
- Aurora Clavel - Pura
- Roberto Sen - Rosendo Espinos
- Zaide Silvia Gutiérrez - Lupe Espinos
- Adalberto Parra - Humberto "El Tlacuache" Aranda
- Germán Gutiérrez - Sacerdote
- Alexis Ayala - Ernesto Torres Magnesio
- Marco Uriel - Edor
- Héctor Ortega -  Don Javier
- Ricardo De Pascual Jr. - Fermin,Chinos
- Erick Guecha - Diego "El Dragón" Lopez
- Alejandro Speitzer - QuechaneChale
- Gladys Gallegos - Federica

## Prêmios e indicações

### Premios TVyNovelas 2005
| Categoria            | Nomeado(a)       | Resultado |
| -------------------- | ---------------- | --------- |
| Melhor telenovela    | Rosy Ocampo      | Nomeada   |
| Melhor ator infantil | Jonathan Becerra | Ganhador  |